# До маркета, до маркета
До маркета, до маркета (енг. To Market, to Market) је друга епизода прве сезоне америчке војномедицинске драмедије M*A*S*H (срп. Меш). До маркета, до маркета се први пут емитовала 24. септембра 1972. године на телевизијском каналу Си-Би-Ес, недељу дана након емитовања премијере серије. Епизоду је написао сценариста Бурт Стајлер, са Ларијем Гелбартом који је био супервизор сценарија. Мајкл О'Херлихи био је редитељ епизоде, коме је ово била једина епизода коју је режирао.
До маркета, до маркета је премијерно приказана 24. септембра 1972. године на телевизијском каналу Си-Би-Ес у двадесет часова. Након премијере епизода се поново емитовала 29. априла 1973. године.
Смештена током Корејског рата, радња До маркета, до маркета прати капетана Бенџамина Френклина "Хокаја" Пирса (Алан Алда), и капетана "Трапера" Џона Франциса Ксавијера Мекинтајра (Вејн Роџерс), водеће хирурге у четири хиљаде седамдесет и седмој мобилној војној болници (енг. Mobile Army Surgical Hospital) који покушавају да се нагоде са бизнисменом на црном тржишту, и да продају стогодишњи дрвени сто, за двеста бочица хидрокортизона, који је неопходан за медицинске подухвате.
Наслов епизоде је алузија на дечију успаванку "To market, to market" која је први пут објављена 1805. године.
У току сцене оперисања на почетку епизоде, Пирс и Трапер не носе хируршке маске. Продукцијски тим се плашио да ће гледаоци изгубити конекцију са карактерима, ако им не буду видели лица. Ово је промењено после ове епизоде, и ово је једина епизода серије у којој доктори не носе маске у току операције.

## Радња
У току дуге операције рањеног генерала, капетан "Хокај" Пирс схвата да му је понестало хидрокортизона који му је неопходан за даље оперисање. Пирс и "Трапер" Џон одлазе у складиште где се сукобљавају са мајором Маргарет "Вруће Усне" Хулихан која им објашњава да је немогуће да је понестало хидрокортизона, када је она потписала преузимање залиха.  Пирс, Џон и Хулихан схватају да су залихе покрадене заједно са половином свих медицинских залиха. Када нова тура залиха долази, Пирс и Џон проналазе празан камион, испражњен од стране радника за црно тржиште, прерушених у војну полицију. Они затим одлазе у канцеларију њиховог надређеног, потпуковника Хенрија Блејка, који у том тренутку полира свој стогодишњи радни сто израђен од храста. Хокај захтева да Хенри зове свог надређеног, генерала Хамонда, али Хенри не жели то да учини. Хокај обавља позив уместо Хенрија, али Хамонд одбија да пошаље још хидрокортизона четири хиљаде седамдесет и седмој мобилној војној болници.
Млађи водник "Радар" О'Рајли успева да ступи у контакт са бизнисменом и преварантом Чарлијем Лијем који препродаје ствари на црном тржишту. Хокај и Трапер одлазе у Сеул да се састану са Лијем, да би од њега купили хидрокортизон. Ли од њих захтева десет хиљада америчких долара, паре који они немају. Пирс успева да убеди Лија да им прода двеста бочица хидрокортизона за Хенријев стогодишњи радни сто.
Следећег јутра, Ли (прерушен у генерала) се инфилтрита у војну болницу, и са Пирсом и Трапером одлази у Хенријеву канцеларију. Лију се допада сто и одлучује да ће продати двеста бочица хидрокортизона за њега под једним условом, сто мора бити спреман за трампу следећег јутра у шест сати. Хенри налеће на Лија у кампу, али верује да је он генерал, па не поставља никаква питања.
Те вечери, Пирс и Трапер откључавају Блејкову канцеларију да преузму сто, али их мајор Френк Бурнс грешком закључава у њој. Без избора и са мало преосталог времена, Пирс и Трапер проналазе медицински алат у Блејковој канцеларији и користећи медицинску тестеру, секу рупу у зиду канцеларије и кроз њу извлаче сто. 
Френк за то време, налеће на камион спреман за трампу, и сумњајући да се нешто дешава, прети возачу и он одлази. Пирс и Трапер схватају да је камион отишао и зову Радара који ступа у контакт са пилотом хеликоптера који односи сто у Сеул хеликоптером. Френк и Хенри изненађени посматрају како сто бива однешен у даљини.
Чарли, прерушен у редовника доноси бочице хидрокортизона. Блејк тада долази и обавештава Пирса и Трапера да је његова осигуравајућа група спремна да му врати новац ако објасни шта се десило са радним столом. Блејк не препознаје Чарлија и пита га да ли има брата који је генерал. Чарли му одговара: "Знате како је поручниче: ми сви личимо."

## Улоге

###### Главне улоге
- Алан Алда - капетан Бенџамин Френклин "Хокај" Пирс

- Вејн Роџерс - капетан "Трапер" Џон Мекинтајер
- Меклејн Стивенсон - потпуковник Хенри Блејк
- Лорета Свит - мајор Маргарет "Вруће Усне" Хулихан
- Лари Линвил - мајор Френк Бурнс
- Гари Бургоф - млађи водник Валтер "Радар" О'Рајли

#### Споредне улоге
- Џи Вуд - бригадни генерал Хамонд
- Џек Со - Чарли Ли
- Роберт Ито - Лин
- Одеса Кливленд - поручник Џинџер Бејлис, регистрована медицинска сестра[7]